# Герума
Герума (также герумава, герема, герма; англ. gerema, germa) — один из языков западночадской ветви чадской семьи.
Распространён в центральных районах Нигерии. Численность говорящих — около 9 030 человек (2000). Язык бесписьменный.

## Классификация
В соответствии с общепринятой классификацией чадских языков, предложенной американским лингвистом Полом Ньюманом язык герума вместе с языками беле, боле (боланчи), дено (куби), галамбу, гера, канакуру (дера), карекаре, кирфи, купто, квами, маха, нгамо, перо, пийя (вуркум) и тангале входит в группу боле западночадской языковой ветви (в статье В. Я. Порхомовского «Чадские языки», опубликованной в лингвистическом энциклопедическом словаре, данная группа упоминается под названием боле-тангле, или боле-тангале). Согласно исследованиям Пола Ньюмана, язык герума относится к кластеру языков собственно боле подгруппы боле группы западночадских языков A.2 подветви западночадских языков A. Подобная классификация приведена, в частности, в справочнике языков мира Ethnologue.
В классификации африканских языков чешского лингвиста Вацлава Блажека язык герума включён в подгруппу языков боле-тангале, в которой представлены два языковых объединения: в первое вместе с герума входят языки боле, нгамо, маха, гера, кирфи, галамбу, карекаре, дено, куби, беле, во второе — языки тангале, перо, дера. Подгруппа боле-тангале вместе с ангасской подгруппой в данной классификации являются частью боле-ангасской группы, входящей в свою очередь в одну из двух подветвей западночадской ветви.
В классификации афразийских языков британского лингвиста Роджера Бленча герума вместе с языками гера, дено, буре, куби, гииво, галамбу, даза образует языковое единство, входящее в объединение «a» подгруппы боле (или северной подгруппы) группы боле-нгас подветви западночадских языков A.
По классификации чадских языков, опубликованной в работе С. А. Бурлак и С. А. Старостина «Сравнительно-историческое языкознание», язык герума (герумава) входит в группу боле-тангале подветви собственно западночадских языков.

## Лингвогеография

### Ареал и численность
Ареал языка герума размещён в центральной Нигерии на территории штата Баучи к северу от центра штата, города Баучи — в районах Торо, Ганджува, Баучи и Нинги.
Область распространения языка герума со всех сторон, кроме западной, окружена ареалами близкородственных западночадских языков. На северо-западе с ареалом языка герума граничит ареал языка сири, с севера — ареал языка джими, с северо-востока — ареал языка хауса, c юга и востока — ареал языка гера, с юго-запада — ареал языка геджи. В западных районах к области распространения языка герума примыкает ареал джаравского языка шики. В районах к северо-западу от ареала герума расположены малозаселённые территории.
Численность носителей языка герума по данным 1971 года составляла 4 700 человек. Согласно данным справочника Ethnologue, в 2000 году численность говорящих на герума оценивалась в 9 030 человек. По современным оценкам сайта Joshua Project численность говорящих на этом языке составляет 15 000 человек (2016).

### Социолингвистические сведения
По степени сохранности положение языка герума оценивается как устойчивое. Язык всё ещё используется в бытовом общении всеми поколениями представителей этнической общности герума. Между тем среди представителей герума отмечается распространение хауса как второго языка. Более того, постепенно хауса начинает вытеснять герума из всех сфер использования, включая сферу повседневного общения. Литературная форма и письменность на языке герума отсутствуют. По вероисповеданию герума являются приверженцами традиционных верований, есть также мусульмане.

### Диалекты
В языке герума выделяют диалекты сум и дуурум. Возможно, к диалектам герума относится также идиом гамсава (гамши).